# Спірідонова Анастасія Вікторівна
Анастасія Вікторівна Спірідонова (нар.. 20 січня 1985 року, Караганда) — російська співачка, автор і музикант. Фіналістка проекту «Голос» 2012 року і переможець першого сезону проекту «Три акорди» 2014 року на Першому каналі (Росія). Володар Гран-прі Міжнародного музичного фестивалю «Білі ночі Санкт-Петербурга» 2018 року.

## Життєпис
Анастасія Спірідонова народилася 20 січня 1985 року в Караганді (Казахстанська РСР). У віці 10 років з родиною переїхала в Російської РФСР, до міста Великі Луки. Займалася музикою з дитинства, навчалася у вокальній студії «Термінал». Закінчила Державний музичний коледж естрадно-джазового мистецтва (ДМКЕДМ) у Москві. У 2007 році Анастасія створила з подругами власний гурт Los Devchatos, в якому до 2012 року виконувала авторські госпели, соул, джаз і фанк. У 2007 році у складі гурту співачка яскраво проявила себе у проекті «СТС запалює суперзірку».
У 2010 році Los Devchatos вийшли до фіналу на всеросійському відборі на участь у міжнародному конкурсі Євробачення.

### Участь у проекті «Голос»
У 2012 році Анастасія Спірідонова стала фіналісткою першого сезону телепроєкту «Голос» на Першому каналі. Блискуче виконавши хіт Тіни Тернер «Simply the Best» на сліпому прослуховуванні, конкурсантка вразила членів журі — Олександра Градського, Діму Білана та Леоніда Агутіна — сміливим вибором і потужним виконанням пісні. Вибравши наставником Леоніда Агутіна, співачка продовжила боротьбу за звання «Найкращого Голосу країни».
29 грудня 2012 року в результаті глядацького голосування Анастасія посіла почесне третє місце у фіналі шоу.
Після участі в телепроєкті Анастасія Спірідонова покинула тріо Los Devchatos і почала сольну кар'єру.

### Участь у проекті «Три акорди»
У 2014 році Анастасія стала переможцем конкурсного музичного проекту Першого каналу «Три акорди», в якому змагалися відомі виконавці (Олександр Маршал, Ірина Дубцова, Альона Апіна тощо.) Проект був присвячений всій різноманітності жанрів популярної вітчизняної музики.

### Сольний концерт у Кремлі
19 жовтня 2017 року у великому залі Державного Кремлівського Палацу відбувся сольний концерт Анастасії Спірідонової. У грандіозній програмі «Я обираю тебе» взяли участь імениті гості: Олександр Маршал, Сергій Волчков, Максим Аверін, Олександр Панайотов, Михайло Бублик, Георгій Юфа, гурт Los Devchatos..
За 2,5 години в повністю живому виконанні прозвучало близько 25-ти пісень. Музичний супровід створював оркестр Red Square Band.

### Міжнародний музичний фестиваль «Білі ночі Санкт-Петербурга»
22 липня 2018 року, на сцені Льодового Палацу в Петербурзі Анастасія Спірідонова, представляючи Росію, завоювала Гран-прі міжнародного музичного фестивалю «Білі Ночі Санкт-Петербурга 2018».
Виконавши хіт Селін Діон «All By Myself» (20 липня) і свій прем'єрний сингл «Цунамі» (21 липня), Анастасія опинилася на першій сходинці в таблиці загального рейтингу, отримавши від журі найвищі бали.
22 липня на гала-концерті фестивалю, після свого виступу, британський співак SEAL оголосив Анастасію володаркою Гран-прі. Спец-приз (ротації нової пісні «Цунамі» на Російському радіо) співачці вручив генеральний продюсер «Російської медіагрупи» Сергій Балдін.

### 2013— теперішній час
У 2013–2017 роках співачка працювала з продюсерським центром VSM Production. З кінця 2017 року співпрацює з компанією «Червоний квадрат».
Анастасія є не лише виконавцем, але і автором власних пісень: «Я вибираю тебе»(2014), «Все буде добре»(2017), «Забери мене з собою»(2017) і «Хуртовина»(2017).
У 2016 році Джахан Поллієва написала для Спірідонової композиції «Ми спалюємо себе» та «Позолота любові».
У 2016 році вийшов відеокліп на пісню «Зимова», записану з Sound Media Kids.
У 2017 році Анастасія Сіпірідонова записала дует з Олександром Розенбаумом на його пісню «Принцеса і Вагант».
У грудні 2017 року співачка презентувала кліп на новорічну пісню «Заметіль», музику і слова до якої написала сама. Разом з Анастасією головну роль у кліпі зіграв актор Дмитро Дюжев. Лише за перші 4 дні кліп набрав у мережі більше 4 мільйонів переглядів.
У лютому 2018 року співачка випустила відеокліп на нову пісню «Стрибок у хмари».
У березні 2018 року відбулася прем'єра пісні «Разом» з Олександром Маршалом. Автором музики виступив Олег Шаумаров, творець багатьох вітчизняних хітів. Автор слів — Наталія Касімцева.
Трохи пізніше видатний поет-пісняр Ілля Рєзнік на своєму ювілеї в Кремлі в березні 2018 року, де в числі гостей виступила Спірідонова, присвятив Анастасії зі сцени вірші: «Я бачу, я знаю працям її ціну
Вона здолала тривоги, негоди
І зоряно зійшла на високу сцену.
Співачка долі — Спиридонова Настя».
3 серпня 2018 року відбувся реліз нового синглу «Цунамі». Автором музики знову виступив Олег Шаумаров. Автор слів — Лариса Фоміна-Іохельсон.
Пісня відразу ж потрапила до ротації Російського Радіо, а також протягом 10 днів займала перші позиції в топ-чарті російського iTunes.
Прем'єра кліпу, зйомки якого проходили в Барселоні (Іспанія), відбулась у вересні 2018 року.
Анастасія Спірідонова має багатий досвід виступу на найважливіших офіційних заходах російського і міжнародного рівня: Урочиста церемонія «Рік до XXII Олімпійських ігор в Сочі-2014», Чемпіонат світу з легкої атлетики (2013), саміт ШОС (Уфа, 2015) та ін.
Співачка часто виступає на найбільших концертних майданчиках Москви, таких як Державний Кремлівський палац. 31 грудня 2015 року Анастасії випала честь виступати на Червоній площі відразу після Новорічного звернення Президента до росіян, у прямому ефірі Першого каналу. У листопаді 2017 року виступ Анастасії на Червоній площі відкрило Урочистий марш, присвячений 76-ї річниці військового параду.
Виконавицю запрошують до журі музичних конкурсів і ведучою урочистих заходів, в тому числі міжнародного рівня. Анастасія — постійний учасник благодійних заходів: міжнародний дитячий фестиваль Аліни Кабаєвої «Аліна», акції Першого каналу («Стань Першим», до Дня захисту дітей 1 червня) тощо.

## Особисте життя
На початку грудня 2017 року Анастасія Спірідонова опублікувала в своїх соцмережах знімок з обручкою після заручин. Весілля відбулося 31 серпня 2018 року в місті Великі Луки.

## Творчість
| Рік  | Назва                           |
| ---- | ------------------------------- |
| 2013 | Легко дышать                    |
| 2014 | Я выбираю тебя                  |
| 2015 | Солнце                          |
| 2016 | Мы сжигаем себя                 |
| 2016 | Зимняя (feat. Sound Media Kids) |
| 2017 | Любовь (feat. Сергій Волчков)   |
| 2017 | Всё будет хорошо                |
| 2017 | Я бегу к нему                   |
| 2017 | Забери меня с собой             |
| 2017 | Метель                          |
| 2018 | Прыжок в облака                 |
| 2018 | Разом (feat. Олександр Маршал)  |
| 2018 | Цунами                          |

| Рік  | Кліп                            | Режисер          |
| ---- | ------------------------------- | ---------------- |
| 2016 | Зимняя (feat. Sound Media Kids) | Олексій Голубєв  |
| 2017 | Метель                          | Ілля Рад         |
| 2018 | Прыжок в облака                 | Ільдус Курмалеєв |

## Нагороди та номінації
| Рік  | Нагорода                   | Результат  |
| ---- | -------------------------- | ---------- |
| 2012 | Голос                      | 3-тє місце |
| 2014 | Три акорди                 | Перемога   |
| 2018 | Білі ночі Санкт-Петербурга | Перемога   |